# Magnus Fèlix Ennodi

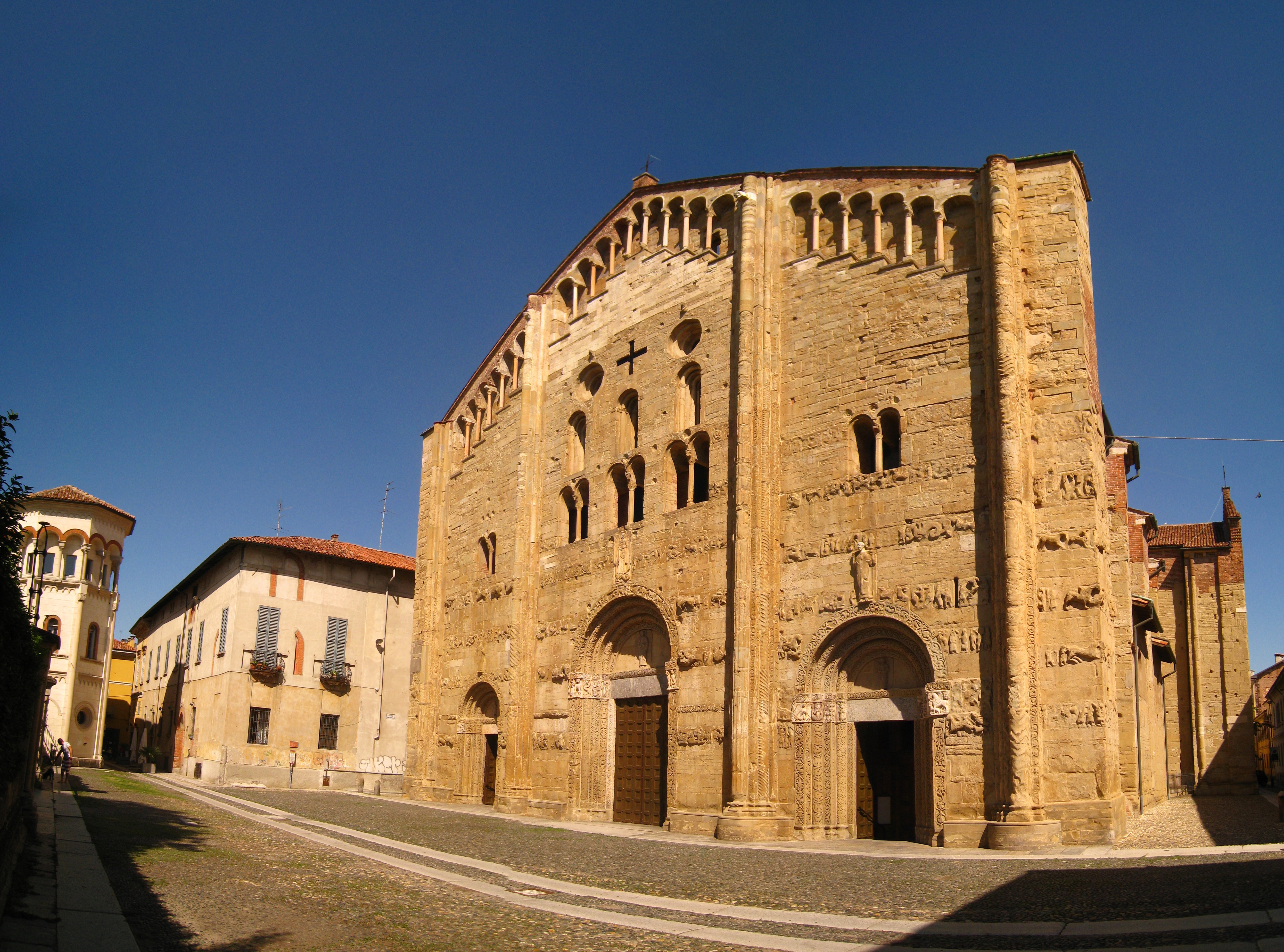
Basílica de San Michele de Pavia, lloc de sepultura del bisbe i sant.

Magnus Fèlix Ennodi (en llatí Magnus Felix Ennodius) (Arle, Gàl·lia, 476 - Pavia, Itàlia, 17 de juliol del 521) va ser un religiós gal, bisbe de Pavia. És venerat com a sant per l'Església catòlica.

## Biografia
Va néixer dins d'una família molt il·lustre, connectada amb la noblesa d'aquella època. Els visigots van confiscar el patrimoni familiar quan encara era un nen. Es va educar a Milà a casa d'una tia, que va morir quan tenia 16 anys i va quedar altre cop reduït a la més estricta pobresa. Es va veure abocat a fer un matrimoni afortunat i es va casar amb una dona rica però aviat Epifani, el bisbe de Pavia, el va convèncer de renunciar als béns del món i abraçar la religió. Va ser ordenat diaca i va induir a la seva muller a que ingressés en un convent.
La seva feina va tenir gran acceptació i l'any 511 va ser nomenat bisbe de Pavia. El 514 el papa Hormisdes I el va enviar a Constantinoble (junt amb Fortunat bisbe de Catània i altres) per combatre els progressos de l'heretgia eutiquiana, però no va tenir èxit perquè l'emperador donava suport a les tesis d'Eutiques de Constantinoble i es va negar a reconèixer l'autoritat del bisbe de Roma. Hi va tornar el 517 junt amb Peregrí, bisbe de Misenum, portant una professió de fe que les esglésies orientals havien de subscriure, però l'emperador Anastasi I el va fer fora i el va embarcar en un vaixell en mal estat amb prohibició de tocar terres de l'Imperi; però va poder arribar a lloc segur i tornar a la seva diòcesi on va morir el 17 de juliol del 521.

## Obres
Va escriure:
- Epistolarum ad Diversos Libri IX. Una col·lecció de 497 cartes, escrites durant el pontificat de Símmac. La majoria fan referència a problemes domèstics, de poc interès.
- Panegyricus Theodorico regi dictus. Un discurs dirigit al rei got Teodoric el Gran a Milà o Ravenna, probablement el 507, una de les principals fonts del regnat d'aquest rei.
- Libellus adversus eos qui contra synodum scribere praesumserunt, escrit l'any 503, era una abrandada arenga que va llegir al cinquè sínode de Roma, en defensa de les mesures adoptades en el sínode de l'any anterior contra els cismàtics i en suport de l'autoritat del Papa.
- Vita beatissimi viri Epiphanii Ticinensis episcopi. Biografia d'Epifani el seu predecessor a la seu de Pavia, mort l'any 496. Dona dades interessants sobre la història d'aquell període.
- Vita beati Antonii monachi Livinensis, panegíric a un home sant, per altra banda desconegut.
- Eucharisticum de vita, un agraïment per haver-se recuperat d'una malaltia greu, on explica que mentre la va patir va reflexionar sobre la seva vida i va decidir dedicar-la al servei de Déu.
- Paraensis didascalica ad Ambrosium et Beatum, una exhortació escrita en poesia i prosa on anima a dos joves a practicar la virtut.
- Praeceptum de cellulanis episcoporum. Els cellulani eren els contubernales (una mena d'ajudants de camp) que els bisbes, preveres i diaques havien de tenir constantment com a companys tot i "ad amoliendas maledicorum calumnias".
- Petitorium quo Gerontius puer Agapiti absolutus est. Sobre la manumissió d'un esclau a l'església.
- Cerei paschalis benedictiones duae. ('Dues benediccions al ciri pasqual')
- Orationes, una sèrie d'escrits breus o declamationes en nombre de 28, que el mateix autor divideix en sacrae (6), scholasticae, (7), controversias (10), i ethicae (5).
- Carmina, una col·lecció de poemes, la majoria sobre qüestions puntuals de multitud de temes diferents, sagrats i profans. Catorze d'aquests poemes estan intercalats entre les seves epístoles i altres obres seves en prosa, i 172 formen una col·lecció separada.[1]